# 井上清純

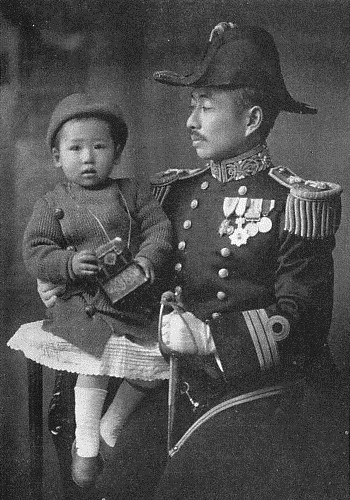
井上清純

井上 清純（いのうえ きよずみ、1880年〈明治13年〉6月13日 - 1962年〈昭和37年〉1月5日）は、日本海軍の軍人、政治家、男爵。最終階級は海軍大佐。貴族院議員。

## 経歴
本籍鹿児島県。外交官・吉田清成の二男としてアメリカ合衆国ワシントンD.C.で生まれ、井上良智海軍中将の養子となる。攻玉社を経て、1901年（明治34年）12月、海軍兵学校（29期）を卒業し、1903年（明治36年）1月に海軍少尉任官。海軍砲術学校特修科修了。
「日進」「新高」の各分隊長、「浪速」砲術長、「八雲」分隊長、「橋立」砲術長などを歴任し、1912年（大正元年）12月、海軍少佐に進級し工作船「関東 関東丸」航海長となる。
1913年（大正2年）5月20日、養父の死去に伴い男爵を襲爵。依仁親王付武官、海防艦「満州」副長、「平戸」副長、台湾総督府副官などを経て、1918年（大正7年）12月、海軍中佐に進級。「鹿島」副長、井上良馨元帥副官兼出仕、砲艦「最上」艦長などを歴任し、1923年（大正12年）12月、海軍大佐に進級し待命。1924年（大正13年）2月、予備役に編入された。
その後、1925年（大正14年）7月10日、貴族院男爵議員に当選し、公正会に所属し、1946年（昭和21年）3月12日まで在任した。議員在任中、同じ公正会に属した菊池武夫や井田磐楠とともに、天皇機関説攻撃の論陣を張った。
戦後、公職追放となる。

## 栄典
位階
- 1903年（明治36年）4月10日 - 正八位[6]
- 1904年（明治37年）8月30日 - 従七位[7]
- 1906年（明治39年）11月30日 - 正七位[8]
- 1911年（明治44年）12月20日 - 従六位[9]
- 1919年（大正8年）6月30日 - 正五位[10]
- 1941年（昭和16年）4月15日 - 従三位[11]

勲章等
- 1916年（大正5年）5月26日 - 勲三等瑞宝章[12]

## 著書
- 『国史を貫く日本精神』古今書院、1939年。